# USS LST-684
O USS LST-684 foi um navio de guerra norte-americano da classe LST que operou durante a Segunda Guerra Mundial.